# Jérôme Phojo
Jérôme Phojo (né le 15 avril 1993 à Poissy dans les Yvelines) est un footballeur français qui joue au poste de défenseur.

## Biographie

### En club
Il fait ses débuts en équipe première le vendredi 18 mai 2012, lors d'une victoire 2-1 contre l'US Boulogne.
Il signe au Clermont foot en juillet 2017.
En 2019, il est victime d'une mononucléose, puis, au cours de sa convalescence d'une phlébite.
Il reprend ensuite les entraînements avec l'équipe pro.
En 2022, il apparaît plusieurs fois sur la liste des remplaçants.
En janvier 2025, le Vinsky FC annonce l'arrivée du joueur au club,.

### En sélection
Jérôme Phojo est appelé pour la première fois en équipe de France des moins de 19 ans pour disputer deux rencontres amicales contre l'Italie,. Il participe au championnat de France des moins de 19 ans 2012 avec l'équipe de France des moins de 19 ans.

## Statistiques
| Saison                | Club                  | Championnat           | Championnat | Championnat | Coupe nationale | Coupe nationale | Coupe de la Ligue | Coupe de la Ligue | Total | Total |
| Saison                | Club                  | Division              | M.          | B.          | M.              | B.              | M.                | B.                | M.    | B.    |
| 2011-2012             | AS Monaco             | Ligue 2               | 1           | 0           | -               | -               | -                 | -                 | 1     | 0     |
| 2012-2013             | AS Monaco             | Ligue 2               | -           | -           | -               | -               | 2                 | 0                 | 2     | 0     |
| Sous-total            | Sous-total            | Sous-total            | 1           | 0           | -               | -               | 2                 | 0                 | 3     | 0     |
| 2013-2014             | CA Bastia (prêt)      | Ligue 2               | 12          | 0           | 3               | 0               | 1                 | 0                 | 16    | 0     |
| 2014-2015             | AC Arles-Avignon      | Ligue 2               | 27          | 0           | 2               | 0               | 1                 | 0                 | 30    | 0     |
| 2016-2017             | Les Herbiers VF       | National              | 32          | 1           | 4               | 0               | -                 | -                 | 36    | 1     |
| 2017-2018             | Clermont Foot 63      | Ligue 2               | 28          | 0           | -               | -               | 3                 | 0                 | 31    | 0     |
| 2018-2019             | Clermont Foot 63      | Ligue 2               | 26          | 0           | 2               | 0               | -                 | -                 | 28    | 0     |
| 2019-2020             | Clermont Foot 63      | Ligue 2               | 7           | 0           | -               | -               | 1                 | 0                 | 8     | 0     |
| 2021-2022             | Clermont Foot 63      | Ligue 1               | 1           | 0           | -               | -               | -                 | -                 | 1     | 0     |
| Sous-total            | Sous-total            | Sous-total            | 62          | 0           | 2               | 0               | 4                 | 0                 | 68    | 0     |
| Total sur la carrière | Total sur la carrière | Total sur la carrière | 134         | 1           | 11              | 0               | 8                 | 0                 | 153   | 1     |